# Lucy
Lucy (AL 288-1) je 3,18 milijonov let staro okostje ženskega človečnjaka vrste Australopithecus afarensis. 24. novembra 1974 sta ga našla ameriški paleoantropolog Donald Carl Johanson in Tom Gray pri Hadarju v Afarskem trikotniku v Etiopiji. Imenovala sta jo »Lucy« po znani pesmi Beatlov »Lucy in the Sky with Diamonds«, ki jo je med praznovanjem odkritja zvečer predvajal radio. Ohranjenega je 40 % okostnjaka. Visoka je bila okoli 107 cm, kar je malo za njeno vrsto, in težka okoli 28 kg. Lucy je bila prvi fosil človečnjaka, ki je resnično pritegnil javnost. Hranijo jo v Narodnem muzeju v Adis Abebi. Namesto izvirnega okostnjaka je razstavljen mavčni dvojnik.